# Nobody Does It Better
Nobody Does It Better ist ein Song von Marvin Hamlisch (Musik) und Carole Bayer Sager (Text), der 1977 als zehntes James-Bond-Titellied veröffentlicht wurde.
Hamlisch und Bayer schrieben Nobody Does It Better als Titelsong für den James-Bond-Film Der Spion, der mich liebte (The Spy Who Loved Me, 1977), mit Roger Moore in der Hauptrolle. Nobody Does It Better (Main Title Song) wurde gesungen von Carly Simon. Das Lied wurde 1978 für den Golden Globe und den Grammy nominiert und erhielt 1978 eine Oscar-Nominierung in der Kategorie Bester Song. Das American Film Institute nahm den Song in seine Liste der 100 Songs – Amerikas beste Filmsongs auf. Die beiden ersten Zeilen des Lieds lauten: Nobody does it better / Makes me feel sad for the rest.
Carly Simon veröffentlichte Nobody Does It Better (gekoppelt mit der B-Seite After the Storm) 1977 auf Elektra Records; der Song war ein großer Erfolg für die Sängerin und stand drei Wochen auf #2 der amerikanischen Billboard Hot 100 und auf Nummer 1 in der Easy Listening-Hitparade. Der Song stand außerdem vier Wochen auf #2 der Cash Box Charts. und erreichte #7 der britischen Singles Charts.
Coverversionen von Nobody Does It Better nahmen in den 1970er-Jahren u. a. Jack Jones, Groove Holmes, Rob McConnell, Ella Fitzgerald und Toots Thielemans auf. In späteren Jahren interpretierten auch Aimee Mann, Plas Johnson, Anita O’Day, David Sanborn, Marco Benevento und Harry Allen den Song. Auch fand der Song Verwendung in Filmen wie Bridget Jones – Am Rande des Wahnsinns (2004) oder Die Ex-Freundinnen meines Freundes (2004).